# Římskokatolická farnost Libice nad Cidlinou
Římskokatolická farnost Libice nad Cidlinou je územním společenstvím římských katolíků v rámci kutnohorsko-poděbradského vikariátu královéhradecké diecéze.

## O farnosti

### Historie
V 10. století se v Libici usadil rod Slavníkovců, kteří zde na svém hradišti nechali vystavět první kostel, zasvěcený Panně Marii. Jeho základy jsou dochované. Libické hradiště je také rodištěm dvou bratří, světců - svatých Vojtěcha a Radima. Po roce 1130 se ves stala majetkem kláštera benediktinek v Praze u sv. Jiří. Kostel na hradišti zcela zanikl a ve vsi Libice byl koncem 14. století postaven nový kostel, který se stal centrem farnosti. Jeho zasvěcení se několikrát změnilo, od 19. století nese zasvěcení sv. Vojtěchovi.
Ve druhé půli 20. století přestala být farnost obsazována sídelním duchovním správcem a přičleněna ex currendo k proboštství v Poděbradech. V 90. letech 20. století byly vykopány a zakonzervovány základy původního kostela na slavníkovském hradišti. Svůj podíl na tom měl také tehdejší poděbradský probošt František Lukeš. Dne 21. října 2017 přijal v Hradci Králové kněžské svěcení libický farník, R.D. Mgr. Dmytro Romanovský. Primiční Mši svatou sloužil 28. října téhož roku v libickém kostele sv. Vojtěcha.

### Současnost
Farnost je administrována ex currendo z Poděbrad. V návaznosti na svatovojtěšskou tradici se každoročně od dubna do prosince konají na Libici prosebné poutě za povolání k duchovnímu stavu. Na libickém hradišti byl po roce 2000 zřízen stabilní kamenný oltář (v místě oltáře někdejšího slavníkovského kostela) pro příležitostné bohoslužby.
| Kostel              | Místo               | Bohoslužba                             | Bohoslužba                              | Poznámka     |
| ------------------- | ------------------- | -------------------------------------- | --------------------------------------- | ------------ |
| Kostel sv. Vojtěcha | Libice nad Cidlinou | neděle středa poslední sobota v měsíci | 8.00 16.00 10.00 (pouze duben-prosinec) | farní kostel |

## Fotogalerie

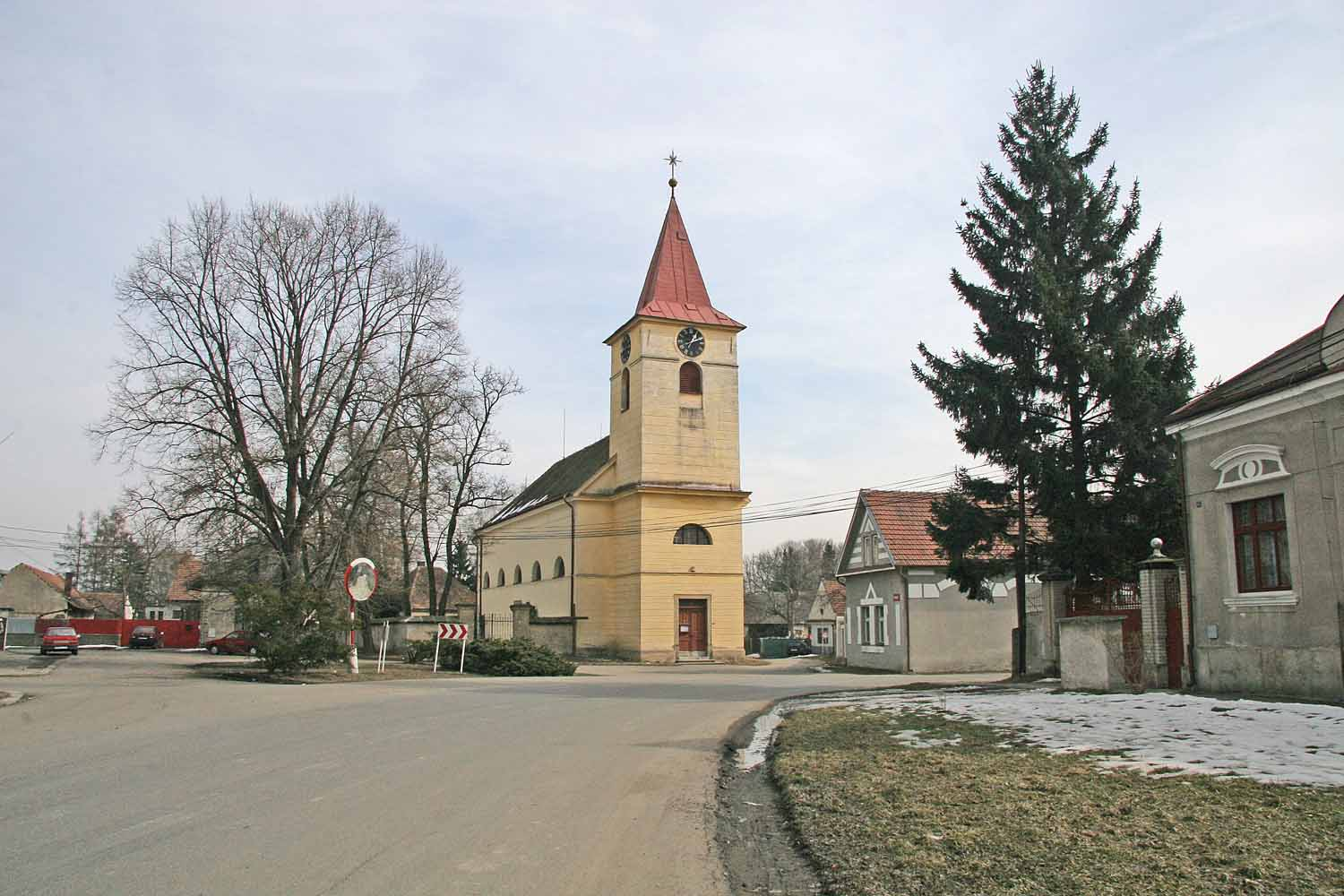
Farní kostel sv. Vojtěcha v Libici nad Cidlinou.